# 海西蒙古族藏族自治州
海西蒙古族藏族自治州（藏語：མཚོ་ནུབ་སོག་རིགས་ཆ་བོད་རིགས་རང་སྐྱོང་ཁུལ།，威利转写：mtsho-nub sog-rigs bod-rigs rang-skyong-khul，藏语拼音：Conub Sogrig Poirig Ranggyong Kü），简称海西州，是中华人民共和国青海省下辖的自治州，位于青海省西部，因地处青海湖以西而得名。州境东北接海北州，东连海南州，东南达果洛州，南靠玉树州，西毗新疆巴音郭楞州，北依甘肃省酒泉市、张掖市，省境西南隅的唐古拉山镇由海西州管理，成为与西藏自治区那曲市邻接的一块飞地。地处青藏高原，北部为阿尔金山脉、祁连山脉，中部为柴达木盆地，南部为昆仑山脉，唐古拉山镇南缘为唐古拉山脉。境内水资源丰富，长江正源沱沱河发源于唐古拉山主峰各拉丹冬峰，还有那棱格勒河、哈尔腾河、格尔木河、柴达木河、布哈河、都兰河、疏勒河等内流河。湖泊众多，有托素湖、达布逊湖、苏干湖、东台吉乃尔湖、西台吉乃尔湖、南霍鲁逊湖、北霍鲁逊湖等，并有察尔汗盐湖、茶卡盐湖、柯柯盐湖等盐湖，其中察尔汗盐湖为全国最大盐湖。全州总面积30.09万平方公里，总人口約41万人，汉族、回族、蒙古族和藏族人口比例分别为66.01%、13.45%、5.53%和10.93%，自治州首府驻德令哈市乌兰东路16号。

## 历史
古为羌地。汉平帝元始四年（4年），王莽置西海郡，今海西东部属之。晋代地入吐谷浑。隋大业五年（609年），隋军击败吐谷浑，在其地设置四郡，辖境东部属西海郡，西部属鄯善郡。唐龙朔三年（663年），吐蕃灭吐谷浑据有其地，今海西州曾隶吐蕃腊城节度使。元代属吐蕃等处宣慰司和甘肃等处行中书省沙州路。明初设安定、阿端、曲先、罕东四卫，由西宁卫兼管。清雍正三年（1725年），编定青海蒙古29旗，其中海西州辖境有9个扎萨克旗，统归钦差办理青海蒙古番子事务大臣。
民国成立后，逐渐开始设县。民国6年（1917年），都兰理事公署管辖该地。民国19年（1930年），改都兰理事为都兰县，辖今海西州全境，隶属青海省。民国二十七年（1938年），在今都兰县设立青海省第八行政督察专员公署。民国三十年（1941年），改称青海省第一行政督察专员公署。民国32年（1943年），由都兰县析置香德设治局，治今都兰县香日德镇。民国35年（1946年）撤销香德设治局。
中共建政后，海西州推行民族区域自治制度。1952年，都兰县改设为都兰自治区（县级）。1953年，析置天峻藏族自治区（县级）。1958月8日，设立海西蒙藏哈萨克族自治区，驻察汗乌苏。1955年12月12日更名为海西蒙藏哈萨克族自治州，同年改都兰自治区为都兰县，改天峻藏族自治区为天峻县。1959年，自治州首府移至大柴旦，同年设立乌兰县。1963年自治州改称海西蒙古族藏族哈萨克族自治州，首府再迁移至德令哈。
1980年6月，格尔木县改设格爾木市。
1985年5月21日，更名为海西蒙古族藏族自治州。
1988年4月19日，设立德令哈市。
2018年2月22日，原茫崖行政委员会和冷湖行政委员会合并，设立茫崖市。

## 地理
海西州境域主要由昆仑山、阿尔金山、祁连山环抱的柴达木盆地和唐古拉山北麓高原两部分组成，主体是柴达木盆地，平均海拔3000米。柴达木盆地从边缘至中心依次为高山、丘陵、戈壁、平原、湖沼5个地貌类型，呈环带状分布，西北高东南低，盆地南部多咸水湖、盐土沼泽，有大面积的新月形沙丘和沙丘链分布；盆地北部断续分布着赛什腾山、绿梁山、锡铁山、牦牛山等山脉，将盆地北部分割成花海子、马海、大柴旦、小柴旦、德令哈、希里沟等小型山间盆地和谷地。州境南缘的唐古拉地区海拔多在4500米以上。
海西走廊位于青海湖以西，在祁连山与昆仑山之间，横穿中国青海省柴达木盆地，东起青海省西宁市经青海省茫崖地区与南疆的若羌地区相接，是连接中國内地与南疆的重要通道之一，也是古丝绸之路的重要路线之一，因此与著名的河西走廊齐名，构成中国内地连接西部新疆，乃至中亚、西亚、欧洲诸国的重要陆路咽喉要道。
海西州是典型的高寒干燥大陆性气候区，海拔在2675~6860米之间，由于深居大陆腹地，四周高山环绕，西南暖湿气流难以进入，所以降水稀少，气候干燥。盆地区海拔一般在2700-3200米之间，在青海省内仍算为地势较低地区，所以在省内气温较高。盆地四周山地寒区，地势高峻气候寒冷。降水日数少、降水量小是海西州降水的主要特点。全州年平均风速因受地势影响而不同，盆地一般都在3-4米/秒，山地年平均风速4米/秒以上。
| 德令哈市气象数据  | 德令哈市气象数据 | 德令哈市气象数据 | 德令哈市气象数据 | 德令哈市气象数据 | 德令哈市气象数据 | 德令哈市气象数据 | 德令哈市气象数据 | 德令哈市气象数据 | 德令哈市气象数据 | 德令哈市气象数据 | 德令哈市气象数据 | 德令哈市气象数据 | 德令哈市气象数据 |
| 月份              | 1月              | 2月              | 3月              | 4月              | 5月              | 6月              | 7月              | 8月              | 9月              | 10月             | 11月             | 12月             | 全年             |
| ----------------- | ---------------- | ---------------- | ---------------- | ---------------- | ---------------- | ---------------- | ---------------- | ---------------- | ---------------- | ---------------- | ---------------- | ---------------- | ---------------- |
| 平均高温 °C（°F） | −3.7 (25.3)      | 0.7 (33.3)       | 6.7 (44.1)       | 12.9 (55.2)      | 17.8 (64.0)      | 20.7 (69.3)      | 23.1 (73.6)      | 23.0 (73.4)      | 18.3 (64.9)      | 11.5 (52.7)      | 3.7 (38.7)       | −1.6 (29.1)      | 11.1 (52.0)      |
| 日均气温 °C（°F） | −10.9 (12.4)     | −6.6 (20.1)      | −0.5 (31.1)      | 5.6 (42.1)       | 11.0 (51.8)      | 14.2 (57.6)      | 16.5 (61.7)      | 16.1 (61.0)      | 11.2 (52.2)      | 3.9 (39.0)       | −3.8 (25.2)      | −9.2 (15.4)      | 4.0 (39.1)       |
| 平均低温 °C（°F） | −16.8 (1.8)      | −12.8 (9.0)      | −7.0 (19.4)      | −1.2 (29.8)      | 4.5 (40.1)       | 8.2 (46.8)       | 10.7 (51.3)      | 10.2 (50.4)      | 5.2 (41.4)       | −2.0 (28.4)      | −9.4 (15.1)      | −14.9 (5.2)      | −2.1 (28.2)      |
| 平均降水量 mm（） | 4.0 (0.16)       | 2.9 (0.11)       | 4.6 (0.18)       | 6.5 (0.26)       | 21.2 (0.83)      | 38.4 (1.51)      | 40.9 (1.61)      | 31.4 (1.24)      | 17.6 (0.69)      | 6.4 (0.25)       | 1.2 (0.05)       | 2.4 (0.09)       | 177.5 (6.98)     |
| 来源：中国天气网  |                  |                  |                  |                  |                  |                  |                  |                  |                  |                  |                  |                  |                  |

## 政治

### 现任领导
| 机构     | · 中国共产党 · 海西蒙古族藏族自治州 · 委员会 | 海西蒙古族藏族自治州 人民代表大会 常务委员会 | 海西蒙古族藏族自治州 人民政府 | · 中国人民政治协商会议 · 海西蒙古族藏族自治州 · 委员会 |
| 职务     | 书记                                         | 主任                                         | 州长                          | 主席                                                   |
| -------- | -------------------------------------------- | -------------------------------------------- | ----------------------------- | ------------------------------------------------------ |
| 姓名     | 竺向东                                       | 才让太                                       | 乔亚群（女）                  | 李科加                                                 |
| 民族     | 汉族                                         | 藏族                                         | 蒙古族                        | 藏族                                                   |
| 籍贯     | 内蒙古自治区凉城县                           | 青海省共和县                                 | 青海省门源回族自治县          | 青海省天峻县                                           |
| 出生日期 | 1967年11月（57歲）                           | 1969年4月（56歲）                            | 1972年9月（52歲）             | 1966年7月（59歲）                                      |
| 就任日期 | 2024年1月                                    | 2021年8月                                    | 2021年7月                     | 2016年10月                                             |

### 行政区划
海西州下辖3个县级市、3个县、1个行政委员会。
- 县级市：德令哈市、格尔木市、茫崖市
- 县：乌兰县、都兰县、天峻县
- 行政委员会：大柴旦行政委员会

## 人口
2022年末，全州户籍人口40.31万人，比上年末减少0.04万人。按城乡分，乡村户籍人口12.17万人，减少0.27万人；城镇户籍人口28.14万人，增加0.23万人，占全州户籍人口的比重（户籍人口城镇化率）为69.8%，比上年末提高0.65个百分点。男性人口20.45万人，减少0.03万人；女性人口19.86万人，减少0.01万人。全年人口出生率7.97‰，比上年下降3.06个千分点；人口死亡率5.15‰，比上年下降0.72个千分点。全年人口自然增长率2.82‰，比上年下降2.34个千分点。
根据2020年第七次全国人口普查，全州常住人口为468,216人。同第六次全国人口普查的489,338人相比，十年共减少了21,122人，下降4.32%，年平均增长率为-0.44%。其中，男性人口为256,282人，占总人口的54.74%；女性人口为211,934人，占总人口的45.26%。总人口性别比（以女性为100）为120.93。0－14岁的人口为87,315人，占总人口的18.65%；15－59岁的人口为347,486人，占总人口的74.21%；60岁及以上的人口为33,415人，占总人口的7.14%，其中65岁及以上的人口为22,193人，占总人口的4.74%。居住在城镇的人口为358,498人，占总人口的76.57%；居住在乡村的人口为109,718人，占总人口的23.43%。

### 民族
常住人口中，汉族人口为277,348人，占59.24%；各少数民族人口为190,868人，占40.76%。其中：蒙古族23,839人，占5.09%；藏族57,735人，占12.33%；回族83,488人，占17.83%；土族11,287人，占2.41%；撒拉族5,029人，占1.07%；其他少数民族9,490人，占2.03%。与2010年第六次全国人口普查相比，汉族人口减少45,649人，下降14.13%，占总人口比例下降6.77个百分点；各少数民族人口增加24,527人，增长14.75%，占总人口比例增加6.77个百分点。其中，蒙古族人口减少3,204人，下降11.85%，占总人口比例下降0.43个百分点；藏族人口增加4,237人，增长7.92%，占总人口比例增加1.4个百分点；回族人口增加17,660人，增长26.83%，占总人口比例增加4.38个百分点。
| 民族名称                | 汉族    | 回族   | 藏族   | 蒙古族 | 土族   | 东乡族 | 撒拉族 | 土家族 | 满族 | 哈萨克族 | 其他民族 |
| ----------------------- | ------- | ------ | ------ | ------ | ------ | ------ | ------ | ------ | ---- | -------- | -------- |
| 人口数                  | 277,348 | 83,488 | 57,735 | 23,839 | 11,287 | 5,489  | 5,029  | 1,720  | 573  | 552      | 1,156    |
| 占总人口比例（%）       | 59.24   | 17.83  | 12.33  | 5.09   | 2.41   | 1.17   | 1.07   | 0.37   | 0.12 | 0.12     | 0.25     |
| 占少数民族人口比例（%） | －      | 43.74  | 30.25  | 12.49  | 5.91   | 2.88   | 2.63   | 0.90   | 0.30 | 0.29     | 0.61     |

## 全国重点文物保护单位
- 热水墓群
- 塔温搭里哈遗址
- 塔里他里哈遗址
- 青藏公路建设指挥部旧址（将军楼）

## 教育
- 青海柴达木职业技术学院